# Clathria scabida
Clathria scabida är en svampdjursart som först beskrevs av Carter 1885.  Clathria scabida ingår i släktet Clathria och familjen Microcionidae.
Artens utbredningsområde är Sydaustralien. Inga underarter finns listade i Catalogue of Life.